# معينات حيوية
المُعينات الحيوية (بالإنجليزية:Probiotics) تسمى أحيانًا بروبيوتيك أو معززات الحيوية هي متممات غذائية من البكتيريا الحية أو الخمائر (Probiotic Yeasts)، ويعتقد أنها صحية للكائن المضيف، وحسب التعريف المعتمد حالياً من منظمة الأغذية والزراعة ومنظمة الصحة العالمية:
- المُعينات الحيوية هي (كائنات حية دقيقة والتي عند تناولها بكميات مناسبة تعطي فائدة صحية للمضيف)

بكتريا حمض اللبن (العصيات اللبنية) هي النمط الأكثر استخداماً، وقد استخدمت في صناعة الغذاء لسنوات عديدة بسبب قدرتها على تحويل السكاكر بما فيها اللاكتوز والكربوهيدرات إلى حمض اللبن. وهذا يعطي بالإضافة للطعم الحريف لمنتجات الألبان المخمرة كاللبن الرائب، ولكن بخفض درجة الحموضة (ph) تقلل من فرص نمو الكائنات المخربة للطعام، وبالتالي تعطي إمكانية فائدة صحية عبر منع الالتهابات المعوية المعدية. وأكثر أنواع بكتيريا البروبيوتيك استعمالاً هي سلالات من الجنس الملبنات (Lactobacillus) والشقاوات (Bifidobacterium) ويقصد من مستعمرات البكتريا البيروبيوتيك المساعدة للفلورا الطبيعية للجسم، وتساعد توازن بيئة الميكروبات على الاستقرار ثانية. ويوصي بهذه العلاجات بعض الأطباء وغالباً ما يوصي بها اختصاصيو التغذية بعد تناول دورة من العلاج بالمضادات الحيوية، أو كجزء من معالجة للأمعاء في الإصابة بعدوى الفطريات البيض candidiasis، وفي هذه الحالات قد يقل عدد البكتيريا التي تعمل بتلاؤم مع أجسامنا، وهذه حالة تسمح بالمنافسات المضرة للتزايد وبالتالي تؤذي الصحة، وهنالك إدعاءات بأن البروبيوتيك تقوي جهاز المناعة ليقلل من أنواع التحسس ومن الإفراط بتناول الخمر، ومن الشدة النفسية (الكرب) ومن التعرض للمواد السامة وأنواع الأمراض الأخرى.
وبكل الأحوال يعتبر المحافظة على فلورا معوية صحية معتمداً على العديد من العوامل ومنها توعية الطعام المتناول.

## تاريخ المُعينات الحيوية
اصل كلمة بروبيوتيك يأتي من الكلمة اليونانية pro يعني تعزيز أو تدعيم و biotic و تعنى الحياة، وقد استعملت لقرون كمكونات طبيعية في الأطعمة المعززة للصحة.
- ويقال إن أول ملاحظة مؤصلة للدور الإيجابي الذي تقوم به بعض أنواع البكتيريا قدمها العالم الروسي إيلي ميتشنكوف الذ ي افترض في بداية القرن العشرين إمكانية تعديل فلورا الأمعاء واستبدال ميكروبات نافعة بالميكروبات الضارة. وكان وقتها أستاذاً في معهد باستور في باريس، وقدم المفهوم القائل بأن عملية الشيخوخة تنتج من نشاط تفسخ (حل البروتينات) للميكروبات منتجة بالتالي مواداً سامة في الأمعاء الغليظة. والبكتريا الحالة للبروتينات كالكلوستريديا clostridia وهي جزء من الفلورا المعوية الطبيعية، تنتج مواداً سامة تشمل الفنولات والإندولات والأمونيا (النشادر) من هضم البروتينات. وحسب ما يقوله ميتشنكوف فإن هذه المركبات مسؤولة عن ما يسمى الانسمام الذاتي، وهو الذي يسبب التغيرات الجسدي المرافقة للشيخوخة. وفي ذلك الوقت كان معروفاً أن الحليب المخمر بالبكتريا المنتجة لحمض اللبن يمنع نمو البكتريا الحالة للبروتين بسبب الـ ph المنخفض الذي تنتجه بتخمير اللاكتوز. ولاحظ ميتشنيكوف أن هنالك أماكن ريفية معينة في أوروبا كبلغاريا وغيرها حيث يعتمد السكان في طعامهم بشكل رئيسي على الحليب المخمر ببكتيريا منتجة لحمض اللبن قد عاشوا لفترات أطول بشكل استثنائي. وبناء على هذه الحقائق، افترض أن استهلاك الحليب المختمر سوف يزرع الأمعاء ببكتريا منتجة لحمض اللبن وغير مؤذية وينقض من ph الأمعاء وهذا سيؤدي إلى تثبيط نمو البكتريا الحالة للبروتين. وقد استعمل ميتشنكوف بنفسه الحليب المحمض بهذه البكتريا وسماها وقتها (العصيات البلغارية) ووجد أن صحته قد تحسنت. ثم تبعه أصدقاء في باريس وبدأ الأطباء بعدها بوصف الحليب المحمض كنظام غذائي لمرضاهم.
- وكان هنري تيسر Henry Tissier من معهد باستور أيضاً أول من عزل بكتريا البيفيدوباكتريوم Bifidobacterium وقد عزلها من طفل يتغذى على حليب أمه وسماها Bacillus bifidus communis وقد أعيد تسميتها Bifidobacterium bifidum

وأثبت تيسر أن هذه البكتريا بيفيدوباكتيريا هي المسيطرة على فلورا الأمعاء في الرضع المتغذين على حليب أمهاتهم. وأوصى بإعطاء البيفيدوباكتريوم إلى الأطفال المصابين بالإسهال. وكانت الآلية المفترضة للتأثير هي تدافع البيفيدوباكتريا مع البكتريا الحالة للبروتينات لتحل مكانها.
- وفي عام 1917 عزل الأستاذ الألماني ألفرد نيسل Alfred Nissle سلالة من الإيشيرشية الكوكونية Escherichia coli من براز جندي في الحرب العالمية الأولى لم يصب بالتهاب القولون خلال جائحة إصابة بالشيغيلا في تلك الأيام التي لم يعرف فيها المضادات الحيوية استعمل نيسل السلالة بنجاح جيد لعلاج الحالات الشديدة من أمراض العدوى المعوية (السلمونيلا والشيغيلا) ولا تزال السلالة الإيشيريشية القولونية نيسل 1917 مستعملة وهي من النماذج القليلة للبروبيوتيك من غير العصيات اللبنية.
- وفي عام 1920 أوضح روتجر أن العصيات البغارية التي أشار إليها ميتشنكوف وسميت لاحقاً العصيات اللبنية البلغارية لا يمكن أن تعيش في أمعاء الإنسان. وظهر الخلف على نظريته وشك الناس بنظريته عن طول العمر. وبعد موت ميتشنكوف في 1916 انتقل مركز النشاط في هذه المسألة إلى الولايات المتحدة. وتم الجدل بأن البكتريا الناشئة في الأمعاء أكثر احتمالاً لإعطاء فعلها في الأمعاء، وتم في عام 1935 استعمال سلالات معينة من العصيات اللبنية الحامضة ثبت لها فعالية قوية جداً عند وضعها في الجهاز الهضمي للإنسان، وأجريت عدد من التجارب علي هذه السلالات وظهرت نتائج مشجعة خصوصاً في التفريج عن الإمساك المزمن.
- كان أول استعمال لمصطلح بروبيوتيك في 1953 من قبل كولاث، وبخلاف الأنتي بيوتيك (المضاد الحيوي) فإن البروبيوتيك هو المعزز الحيوي. عرفت البروبيوتيك كعوامل مشتقة من الميكروبات تحرض نمو كائنات دقيقة أخرى.
- وفي عام 1989 اقترح روي فولر تعريف البروبيوتيك التي شاع استخدامها: متمم طعامي ميكروبي حي له آثار نافعة للحيوان المستضيف عبر تحسين توازن الميكروبات في أمعائه ويؤكد تعريف فيلر على متطلبات حيوية البروبيوتيك ويقدم منحى التأثير النافع للثوي، المستضيف.
- وفي العقود اللاحقة تعرف على أنواع عصيات لبنية أخرى بما فيها Lactobacillus rhamnosus, Lactobacillus casei, و Lactobacillus johnsonii وهي أنواع معوية لها خصائص نافعة.

## الآثار الضارة
لا يوجد دليل منشور يؤكد أن المتممات البروبيوتيك يمكن أن تحل تماما مكان فلورا الجسم الطبيعية عندما تقتل، وبالواقع فإن المستويات البكتيرية في البراز تختفي بعد أيام من التوقف عن أخذ المتمم الغذائي. ورغم أن الاستعمال الفموي للبروبيوتيك يعتبر آمناً بل وموصى به من قبل منظمة الصحة العالمية وفق إرشادات معينة، فإن بعض حالات معينة (كالمرضى المدنفين) يمكن أن تكون ضارة جداً. وفي إحدى التجارب العلاجية السريرية زاد مزيج من البروبيوتيك من نسب الوفيات بالتهاب البنكرياس الحاد. وظهر أن البروبيوتيك نافعة للمصابين بالأنماط الأخرى من المرض

## الفوائد المحتملة للبروبيوتيك
تعطي تجارب كشف فوائد العلاجات بالبروبيوتيك مجالاً من الاستعمالات الطبية النافعة المهمة، ولكن هنالك محدودية في الأبحاث التي أجريت لكثير من الفوائد المحتملة وولا تتوفر إلا نتائج أولية، ومن المهم أن ننبه إلى أن التأثيرات الموصوفة ليست تأثيرات عامة للبروبيوتيك، فالبحث الحديث على البيولوجيا الجزيئية وعلم المورثات للكتوباسيلوس (العصيات اللبنية) قد ركز على التفاعل مع جهاز المناعة، وإمكانية مضادة السرطان، وإمكانية المعالجة الحيوية في حالات الإسهال المرتبط بالمضادات الحيوية، وإسهال المسافرين، وإسهال الأطفال، ومرض القولون الالتهابي، وتناذر القولون الهيوج. وكل التأثيرات يمكن عزوها إلى السلالات المختبرة وليس إلى الأنواع وليس إلى كل مجموعة العصيات اللبنية (أو أنواع البروبيوتيك الأخرى).

## تدبير حالة عدم تحمل اللاكتوز
نظراً لأن بكتريا حمض اللبن تحول بشكل فعال اللاكتوز إلى حمض اللبن، فإن تناول بعض السلالات المعينة النشطة قد يساعد في عدم تحمل اللاكتوز ويجعل الأفراد أكثر تحملاً للاكتوز مقارنة بحالة عدم تناول هذه السلالات. وفي الممارسة العملية لا تستعمل البروبيوتيك لهذا الغرض بالذات، لأن معظمها قليلة المحتوى من خميرة اللاكتاز مقارنة بالبكتريا الطبيعية في اللبن الرائب.

## الوقاية من سرطان القولون
في التحريات المختبرية، تظهر بعض سلالات العصيات اللبنية تأثيرات مضادة للتطفر anti-mutagenic وتعزى إلى قدرتها على الارتباط بالأمينات الحلقية غير المجانسة heterocyclic amines وهي المسرطنة تتشكل عند طهي اللحم. وأظهرت الدراسات على الحيوانات أن بعض العصيات اللبنية يمكن أن تقي من سرطان القولون في القوارض، ولكن البيانات التي تخص البشر محدودة ومتعارضة. ومعظم التجارب البشرية قد وجدت بان السلالات المختبرة قد تبدي آثاراً مضاداة للتسرطن عبر خفض فعالية أنزيم يسمى بيتا غلوكورونيداز β-glucuronidase (والذي يمكنه توليد مواد مسرطنة في الجهاز الهضمي)، وقد لوحظ في بعض الدراسات السكانية انخفاض نسبة سرطان القولون عند المستهلكين بكثرة لمنتجات الألبان المخمرة.

## خفض الكولوسترول
أظهرت الدراسات على الحيوانات فعالية عدد من العصيات اللبنية على خفض مستويات الكولسترول في المصل، وربما عبر تفكيك عصارة المرارة في الأمعاء، وبالتي تمنع إعادة الامتصاص (الذي يدخل الدم ككولسترول). بعض التجارب على البشر وليس كلها قد أظهرت أن المنتجات اللبنية المخمرة بأنواع محددة من العصيات اللبنية يمكن أن تنتج خفض قليل في المستوى الكلي لمستويات الكولسترول ومستويات الكولسترول الليبوبروتين منخفض الكثافة LDL في الأشخاص ذوي المستويات الطبيعية، ولكن التجارب على الأفراد المصابين بارتفاع شحوم الدم لم تجرَ بعد.

## خفض ضغط الدم
أظهرت بعض التجارب السريرية الصغيرة أن استهلاك الحليب المخمر بمختلف السلالات من العصيات اللبنية يمكن أن تعطي انخفاضات قليلة في ضغط الدم، ويعتقد أن هذا بسبب تأثير البيبتيدات الناشئة أثناء التخمر والمشابه لمثبطات الأنزيم المحول للأنجيوتنسين.

## تحسين الوظيفة المناعية والوقاية من العدوى
يعتقد أن العصيات اللبنية بعض التأثيرات النافعة المفترضة على الوظيفة المناعية، فقد تحمي من العوامل الممرضة عبر المنع التنافسي (أي عبر التنافس على النمو) وهنالك دليل يقول بأنها قد تحسن من الوظيفة المناعية عبر خفض زيادة عدد خلايا البلازما المنتجة للغلوبينات المناعية ألف IgA، وزيادة أو تحسين البلعمة الخلوية وكذلك زيادة نسبة الكريات البيض التائية والخلايا القاتلة الطبيعية. وأظهرت التجارب السريرية أن البروبيوتيك قد تخفض من حدوث عداوى الجهاز التنفسي ومن النخور السنية في الأطفال. وأثبتت الأطعمة والمتممات الغذائية الحاوية على العصيات اللبنية قدرتها على العلاج والوقاية من الإسهال الحاد، وكذلك خفض شدة ومدة العداوى بفيروس الروتا في الأطفال وإسهال المسافرين عند البالغين. ومؤخراً ظهر للبروبيوتيك تأثير واضح لتحسين مناعة الأمعاء في الأفراد الأصحاء، وفي تجارب عشوائية بالتعمية المزدوجة (لايعلم المريض ولا الطبيب من أخذ الدواء الغفل ومن أخذ الدواء الحقيقي) والمضبوطة بالشاهد الفارغ مع التقاطع على متطوعين أصحاء تناولوا إما خلايا بروبيوتيك حية (Lactobacillus plantarum) أو خلايا غير فاعلة من نفس البروبيوتيك أو غفل (دواء خلبي فارغ). أبدى تحليل التعبير الجيني بعد الخزعة Biopsies من المستقيم التأثير الواضح للبروبيوتيك الحية على العمليات الخلوية. وهذه العمليات تنشط الجهاز المناعي وتعطيه القدرة على أداء دوره الواقي (الاستجابة المناعية) Research Top Institute Food and Nutrition
الوقاية من التحسس
جاء في دراسة نشرت في (Allergy Clin Immunol 2009;123:335-341) وذكرت في موقع ميدسكيب الطبي أن إعطاء الأمهات والرضع بروبيوتيك داعم قد خفض من حالات التحسس الملاحظة عند أطفال العمليات القيصرية من آباء يعانون من أحد أنواع التحسس: الربو، أو حساسية الجيوب الأنفية أو أكزيما الجلد. وشملت الدراسة 1223 طفلاً، وخرجت الدراسة بنتيجة مفادها أن الدعم بالبروبيوتيك يحسن من الحساسية المرتبطة بالغلوبولين المناعي إي (بالإنجليزية: IgE-associated allergy)‏.

## معالجة العدوى بالملوية البوابية
يعتقد أن العصيات اللبنية تساعد في علاج التهابات بالملوية البوابية (المسببة لقرحة المعدة) في البالغين عندما تستعمل بالتشارك مع المعالجات الدوائية المعيارية. ولكن نحتاج إلى دراسات تالية في هذا الميدان.

## الإسهال الناجم عن المضادات الحيوية
أظهر تحليل متعدد meta-analysis أن البروبيوتيك يمكن أن تخفض من الإسهال المرتبط باستعمال المضادات، ووجدت دراسة تالية مضبوطة وعشوائية منافع لمرضى المسنين. وفي تجربة سريرية عشوائية نشرت عام 2007 من قبل فريق من الفارماكولوجيين في جامعة مونتريال ثبت أن المحلول المخمر بالعصيات اللبنية فعال في الوقاية من هذا الإسهال المرتبط بالمضادات في مرضى المستشفيات.

## خفض الالتهاب الموضعي
وجد أن الأطعمة والمتتمات الحاوية على العصيات اللبنية تعدل من الالتهاب الموضعي والاستجابة لفرط الحساسية، وهي ملاحظة اعتقد أن تعزى ولو جزئياً إلى تنظيم وظيفة السيتوكينات cytokine، وتقول الدراسات السريرية بأنها يمكن أن تمنع من عودة مرض التهاب القولون التقرحي (الالتهابي) inflammatory bowel disease في البالغين، وكذلك تحسن من حالات التحسس من الحليب. ولكنها غير فعالة في معالجة الأكزيما (التهاب الجلد المعند).

## تحسين امتصاص المعادن الآثارية
نظرياً قد يساعد البروبيوتيك من العصيات اللبنية على تصحيح سوء امتصاص المعادن الندرة (المعادن التي
يحتاجها الجسم بكميات آثارية)، وهي حالة توجد عند الأفراد الذي يتناولون أقواتاً غنية بالفيتات
phytate (مشتقات الحمض الفيتي) وهذا في الحبوب الكاملة والمكسرات والخضروات Legumes.

## الوقاية من نمو البكتريا المؤذية في حالات الكرب
ظهر في دراسة أجريت لاختبار أثر الشدة النفسية على الفلورا في الأمعاء أن الجرذان التي أطعمت بروبيوتيك قل ظهور البكتريا المؤذية في أمعائها مقارنة بالجرذان التي أطعمت ماء معقماً.

## تناذر القولون الهيوج والتهاب القولون Colitis
وجد في دراسة حديثة أن أحد منتجات البروبيوتيك B. infantis 35624 قد حسن من بعض أعراض تناذر القولون الهيوج في النساء، كما أن جرثوماً آخر البروبيوتيك Lactobacillus
plantarum 299v ظهرت فعاليته في خفض الأعراض، وظهرت سلامة منتج بروبيوتيك آخر في معالجة التهاب القولون التقرحي، ولكن الفعالية لم تكن مؤكدة.